# 헤디 라마르
헤디 라마르(영어: Hedy Lamarr 헤디 러마[*], 본명은 헤트비히 에파 마리아 키슬러(독일어: Hedwig Eva Maria Kiesler), 1914년 11월 9일 ~ 2000년 1월 19일)는 오스트리아 출신 미국의 배우이자 발명가이다. CDMA 기술의 개발자로 알려져있다.
논란이 되었던 영화 <엑스타시>(1933년)를 포함하여 체코슬로바키아에서 잠깐의 영화활동을 했던 헤디 라마르는 오스트리아 무기 제조업자인 부유한 남편을 피해 파리로 달아났다가 이후 런던에 가서 메트로 골드윈 메이어(MGM) 영화사 대표인 루이스 B. 메이어를 만나 헐리우드 영화 계약을 제안받고 이후 1930~1950년대에 걸쳐 스타로 활동하면서 <알지어즈>(1938년), <붐 타운>(1940년), <아이 테이크 디스 워먼>(1940년), <동지 X>(1940년), <컴 리브 위드 미>(1941년), H.M. 플햄 변호사>(1941년), <삼손과 데릴라>(1940년) 등의 히트작을 냈다.
제2차 세계 대전이 시작될 무렵, 라마르와 작곡가 조지 안실은 연합군 어뢰의 무선 유도 체계를 개발했다. 이 체계는 대역 확산과 주파수 도약 기술을 사용하여 추축국의 전파 방해 위협을 극복했다. 미 해군은 1960년대까지 이 기술을 채택하지 않았지만, 그들의 작업 원리는 현대의 와이파이, CDMA 및 블루투스 기술에 통합되어 왔으며, 이 작업으로 인해 2014년 국립 발명가 명예의 전당에 올랐다.

## 어린 시절
1914년 오스트리아-헝가리 제국의 비엔나에서 어머니 거투르드 "트루데" 키슬러(1894-1977)와 아버지 에밀 키슬러(1880-1935)의 외동딸로 태어났다. 아버지는 유대인으로 렘베르그(현재 우크라이나 리비브)에서 태어났고 성공한 은행장이었다. 어머니인 트루데는 피아니스트로 부다페스트의 유대인 상류층 가정 출신이었다. 트루데는 카톨릭으로 개종했고 기독교 신앙에 따라 삶을 살았으며 딸을 역시 기독교인으로 키웠다.:8
어렸을 때 연기에 관심을 보였고 극장과 영화에 매혹되었다. 12살 때 비엔나의 미인대회에서 우승하였다.
오스트리아가 나치에게 점령되자 어머니가 미국으로 올 수 있게 도왔고 이후 거투르드는 미국 시민이 되었다. 그녀는 시민권 신청서에 자신의 인종을 "히브리인"이라 기재하였는데 이는 유럽에서 일반적으로 사용되던 용어였다.

## 유럽에서의 영화 활동

### 초기 작품들
1920년대 후반, 영화 제작자 막스 라인하르트에게 배우로 발탁되어 베를린에 오게 됐다. 연극 수업을 받고 비엔나로 돌아온 그녀는 영화계에 감독의 비서로 입문한지 얼마 안되어 배우로 활동하게 된다.
이후 그녀는 급속도로 유럽에서 스타의 위치에 오르게 된다. 라마르는 <머니 온 더 스트리트>(1930년)에서 엑스트라로 출발하여 <유리잔 속의 폭풍>(1931년)에서 작은 역할을 맡게 된다. 이후 월터 아벨과 피터 로어와 함께 <미스터 O.F.의 트렁크>(1931년)에서 좀 더 비중있는 역할로 나오게 되었고 결국 칼 보에세가 감독한 코메디 <월요일은 필요없어>(1932년)에서 주연으로 발탁된다. 그리고 나서 그녀에게 국제적인 명성을 가져다 주게 되는 영화를 찍게 된다.

### <엑스타시>

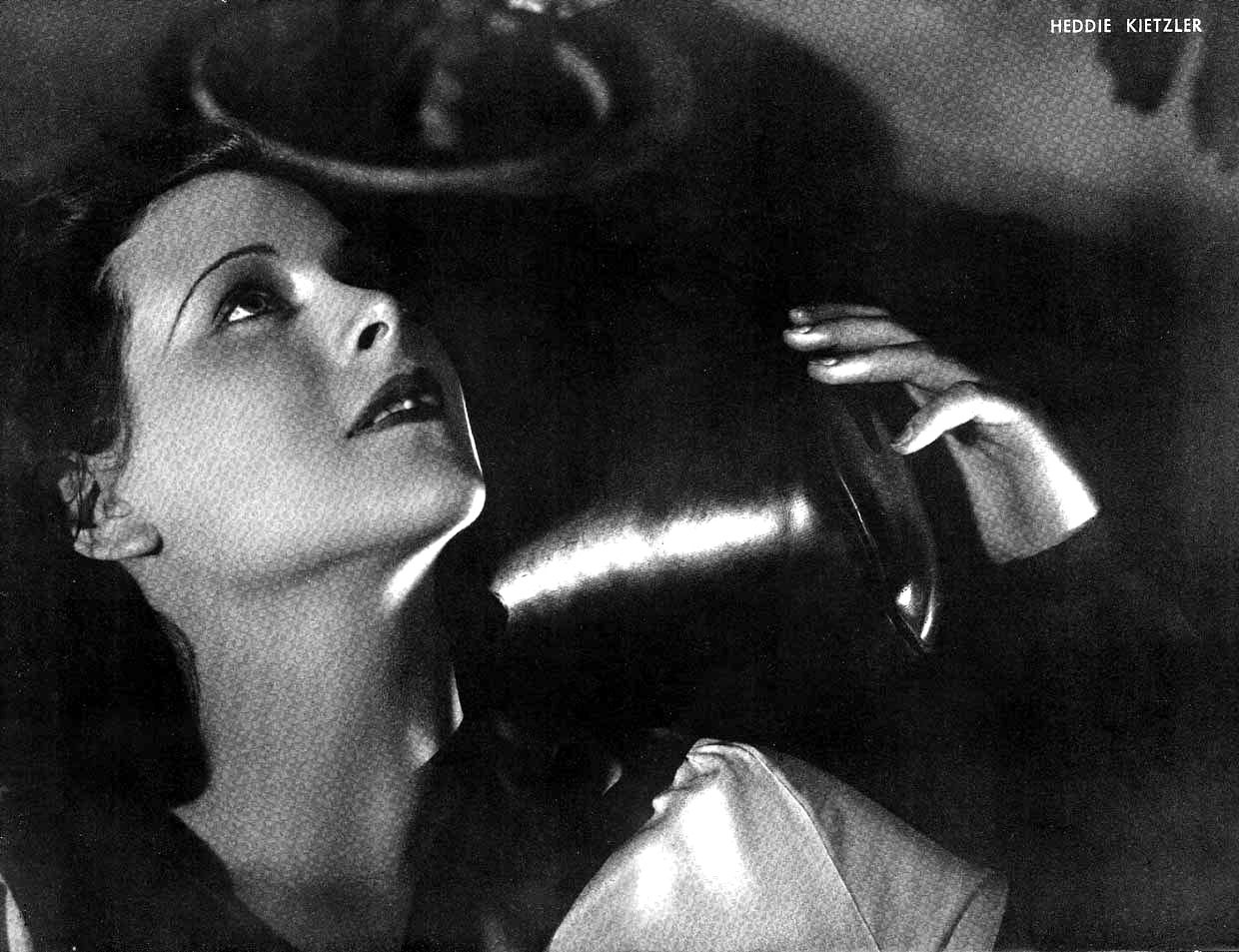
"헤디 키슬러"라는 이름으로 찍은 1934년 홍보사진

1933년 초 18세 때 구스타브 마차티의 영화 <엑스타시>에 주연으로 발탁되어 무심한 노인의 방치된 젊은 아내를 연기했다.
이 영화는 오르가즘의 고통 속에 있는 라마르의 얼굴과 잠깐의 전신 누드 장면을 보여줌으로 유명세와 함께 악명을 얻게 된다. 마리 베네딕트의 책 <방 안에 여자는 혼자>에서 키슬러의 이 표정은 누군가가 핀으로 찔렀기 때문이라고 했다. 이 장면은 감독과 제작자가 고성능의 망원 렌즈를 가지고 그녀가 인지하지 못하도록 촬영한 것으로 결과적으로는 라마르가 사기를 당한 셈이 되었다. 라마르가 이 역에 지원할 때 그녀는 영화에 대해 경험도 짧고 이해도도 낮았다. 배역을 따고 싶어서 극본도 읽지 않은 채 서둘러 계약을 맺었는데 야외 촬영에서 감독이 가운을 벗으라고 했고 라마르는 저항하며 그만두겠다고까지 했지만 감독은 그만 두면 지금까지 촬영에 들어간 비용을 전부 물어내야 한다고 협박했다. 라마르를 진정시키기 위해 감독은 전 장면을 "롱 숏"으로 찍을 것이며 내밀한 디테일들은 나오지 않는다고 설득했다. 프라하에서 시사회를 할 때 감독 옆에 앉았던 라마르는 망원 렌즈를 사용한 다수의 클로즈업 장면들을 보고 자신을 속였다며 감독에게 소리질렀다. 울면서 극장을 떠났고 부모님들이 어떻게 생각할까 염려하며 이제 막 시작한 배우로서의 경력이 끝나는 것은 아닐까 하는 두려움에 휩싸였다.
라마르는 경악하고 배우라는 것에 환멸을 느꼈으나 로마 영화제에서 수상을 하면서 이 영화는 세계적인 명성을 얻게 된다. 유럽 전역에 걸쳐 이 영화는 예술 작품으로 여겨졌다. 한편 미국에서는 <엑스타시>가 지나치게 성적이라며 부정적인 평을 받았는데 특히 여성단체들에서 그러한 문제제기들이 있었다. 이 영화는 당시 급격하게 보수화되는 독일에서 상영이 금지되었다.

### 결혼
다수의 연극에 참여했는데 비엔나에서 제작된 오스트리아 여제 엘리자베스에 관한 <씨씨>도 그 중 하나였고 평론가들로부터 찬사를 받았다. 팬들은 그녀의 분장실로 장미를 보내왔고 무대 뒤에서 그녀를 만나보려고 난리였다. 그녀는 대부분의 사람들을 돌려보냈고 그 중에는 끈질기게 그녀를 만나보고자 했던 프레드리히 맨들이라는 사람도 있었다. 그는 거의 강박적으로 그녀를 만나고자 했다. 맨들은 오스트리아의 무기상이자 군수품 제조업자로 오스트리아에서 세 번째 가는 부자라고 알려져 있었다. 그녀는 그의 매력에 빠져들었는데 그의 엄청난 재산도 한 요인이 되었을 했을 것이다. 유대계였던 부모는 반대했는데 맨들과 이탈리아의 파시스트 지도자인 베니토 무솔리니, 그리고 후에 독일의 총통인 아돌프 히틀러와의 관계 때문이었다. 하지만 그들은 헤디의 고집을 꺾지 못했다.
1933년 8월 10일 맨들과 결혼했다. 그녀는 18세였고 그는 33세였다. 유대인 아버지와 카톨릭 교도 어머니를 둔 맨들은 비엔나에서 결혼식을 올리기 전에 그녀에게 카톨릭으로 개종하라고 요구했다. 그녀의 자서전인 <엑스타시와 나>에서 라마르는 맨들을 매우 지배적인 남편으로 묘사하며 영화 <엑스타시>에서의 오르가즘 연기를 매우 싫어했고 헤디가 배우 생활을 계속하지 못하도록 막았다고 했다. 그녀는 자신이 체크 국경에 있는 그들의 집 슈바르제나우 성에 사실상 갇혀 살았다고 주장했다.

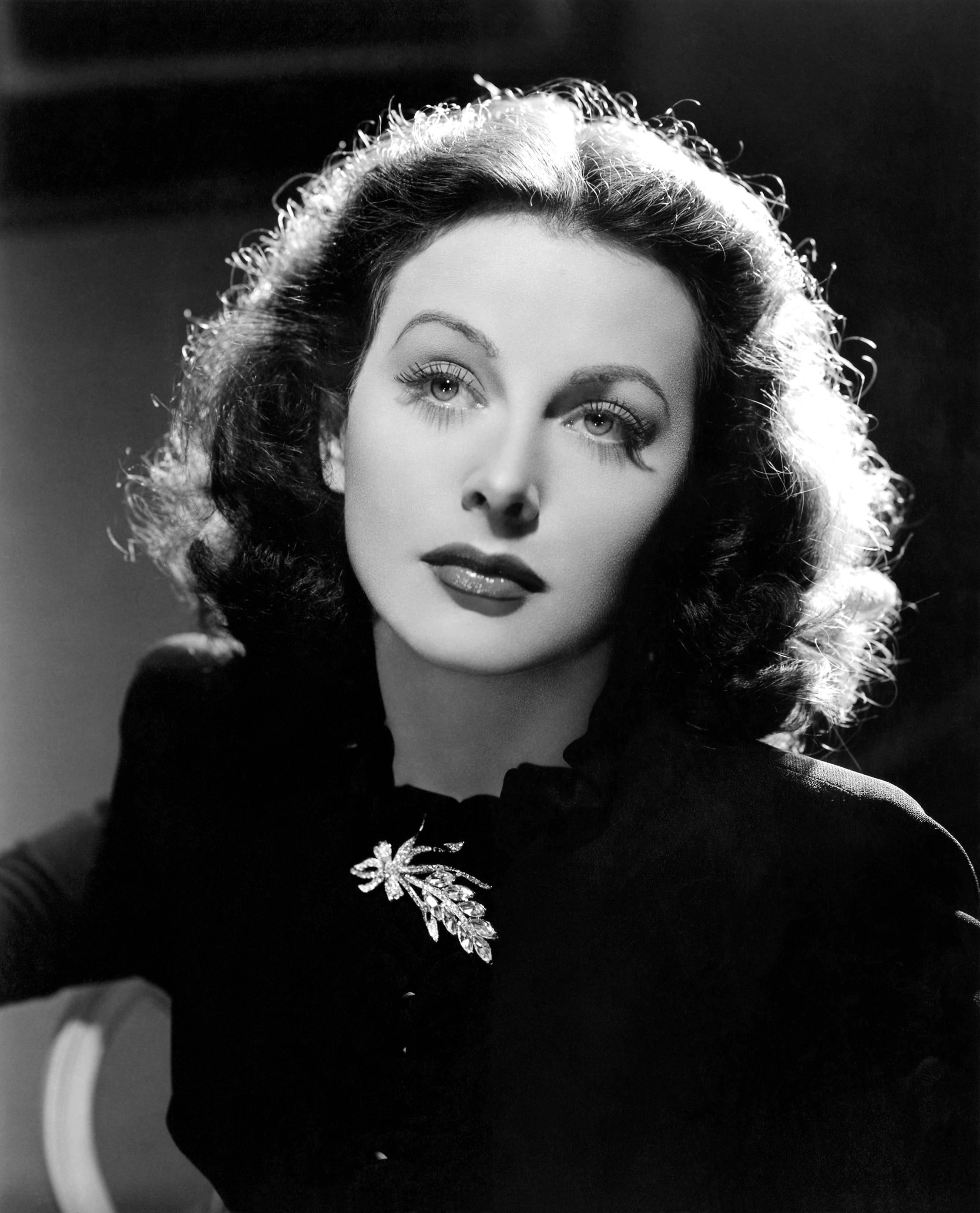
1944년, 헤디 라마르

맨들은 이탈리아 정부와 사적으로, 또 사업상 매우 가까운 관계였고 군수품을 팔고 있었는데 헤디와 마찬가지로 그의 아버지는 유대인이었지만 독일의 나치 정권과도 연결되어 있었다. 라마르는 맨들과 함께 군사기술 관련 과학자들과 전문가들의 회의에 참석하기도 했다. 이러한 경험은 그녀에게 응용과학 분야를 접할 수 있게 해주었고 이후 과학적 재능을 발휘할 수 있게 했다.
맨들과의 결혼생활이 결국 더 이상 견딜 수 없는 지경에 이르자 라마르는 남편, 그리고 조국을 떠나겠다는 결심을 하게 된다. 자서전에서 라마르는 자신의 하녀로 변장하고 파리로 도망쳤다고 쓰고 있으나 프레드릭 오토에 의하면 라마르는 맨들에게 가지고 있는 모든 보석들을 치장하고 저녁 파티에 가겠다는 허락을 받은 후 사라져 버렸다고도 한다. 그녀는 결혼생활에 대해 다음과 같이 썼다:
결혼하고 얼마 가지 않아 나는 그의 아내로 있는 동안에는 절대 배우를 할 수 없다는 것을 깨달았다... 그는 결혼생활에 있어 절대 군주였다... 나는 마치 아무 생각도 없고 자신만의 삶도 없는, 그가 보호해야 할, 그리고 가둬두어야 하는 인형이나 예술품과도 같았다.:28–29

## 헐리우드 경력, 그리고 라마르로 성을 교체

### 루이스 B. 메이어와 MGM 영화사
1937년 런던에 도착한 헤디 라마르는 유럽에 스카우트차 와 있는 MGM 영화사 대표인 루이스 B. 메이어와 만남을 갖게 된다. 라마르는 메이어의 주급 $125을 주겠다는 처음 제안을 거절하였으나 그가 타고 가는 뉴욕행 여객선 표를 끊었다. 여행 기간 동안 그녀는 메이어에게 감명을 주어 주급 $500에 계약을 체결했다. 메이어는 <엑스터시>에 나온 배우라는 평판에서 거리를 둘 수 있도록 그녀 이름 헤드윅 키슬러를 다른 이름으로 바꿀 것을 제안했다. 그녀는 메이어의 아내인 마가렛 쉔버그의 제안에 따라 무성영화 시대의 아름다운 여배우인 바바라 라마르의 성을 땄다.

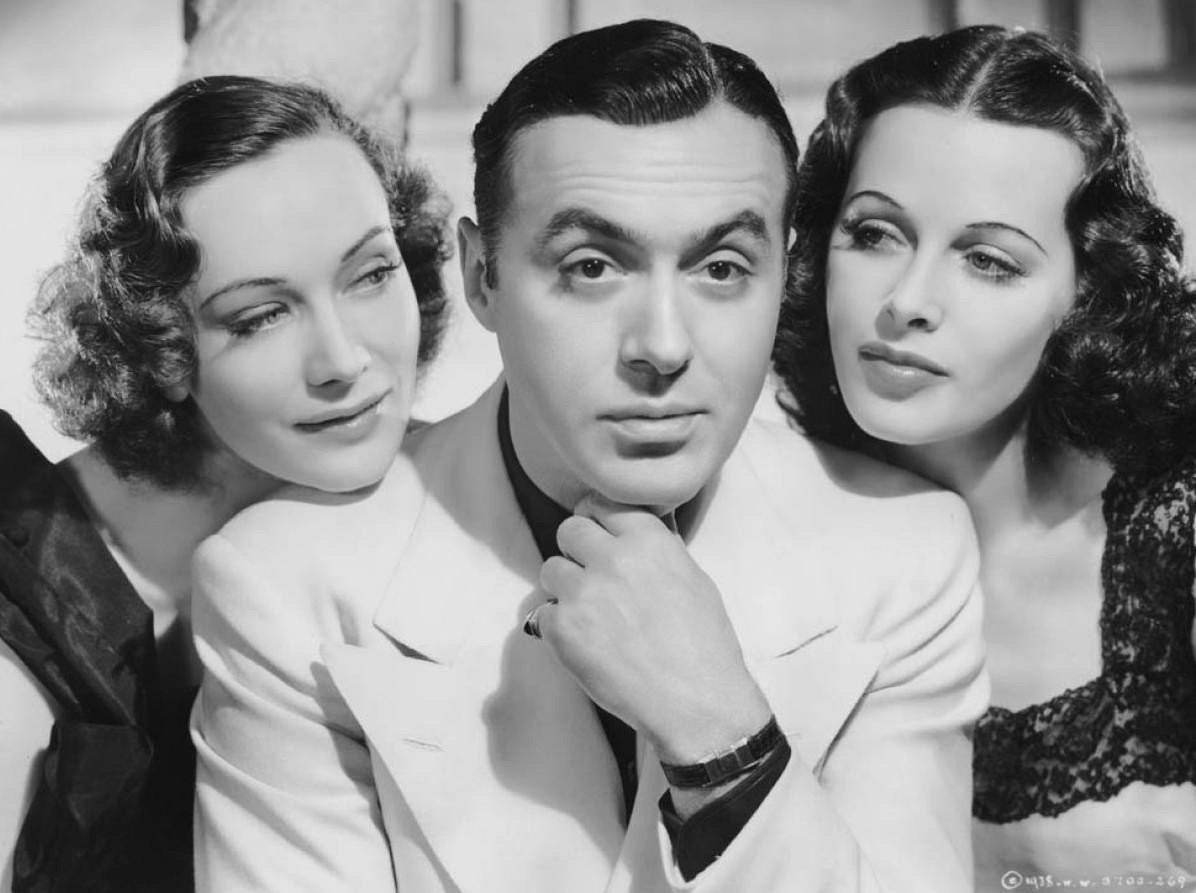
1938년, <알지어즈>의 찰스 보이어와 주연 여배우들인 시그리드 구리엘(왼쪽)과 헤디 라마르(오른쪽)

메이어는 1938년 그녀를 헐리우드로 데리고 왔고 "세계에서 가장 아름다운 여인"이라고 홍보했다. 메이어는 라마르를 프랑스 영화 <망향>(1937년)을 미국판으로 리메이크한 <알지어즈>(1938년) 제작자인 월터 와그너와 연결시켜 주었다.
라마르는 찰스 보이어의 상대역 주연으로 발탁되었다. 헤디 라마르에 관한 책을 쓴 스테판 마이클 쉬어러는 이 영화가 "미 전역에 센세이션을 불러왔다"고 했다. 라마는 미국에는 알려져 있지 않지만 유명한 오스트리아 여배우라고 묘사되었고 이는 대중들의 기대를 불러왔다. 메이어는 그녀가 제2의 그레타 가르보나 마를레네 디트리히가 되었으면 하고 바랬다.:77 그녀의 얼굴이 처음으로 스크린에 나왔을 때 "모두가 숨을 멈췄다... 라마르의 아름다움은 말 그대로의 모두의 숨을 멈추게 했다.":2
이후 헐리우드 영화들에서 그녀는 어쩔 수 없이 이국적인 전형적 글래머의 역할로 이미지가 고정되었다. 스펜서 트레이시와 함께 출연했던 두 번째 미국 영화였던 <아이 테이크 디스 워먼>은 디트리히와 주로 작업했던 조셉 폰 스턴버그가 감독을 맡았다. 하지만 폰 스턴버그 감독은 촬영중 해고당했고 프랭크 보제이기로 교체된다. 영화 제작은 잠정 중단되었고 라마르는 <레이디 오브 더 트로픽스>(1939년)에 투입된다. 여기서 그녀는 로버트 테일러의 상대역으로 섹시한 사이공 혼혈 여인을 연기했다. 그리고 나서 라마르는 다시 <아이 테이크 디스 워먼>로 복귀했고 W. S. 밴다이크에 의해 재촬영되었지만 이 영화는 결국 폭삭 망했다.

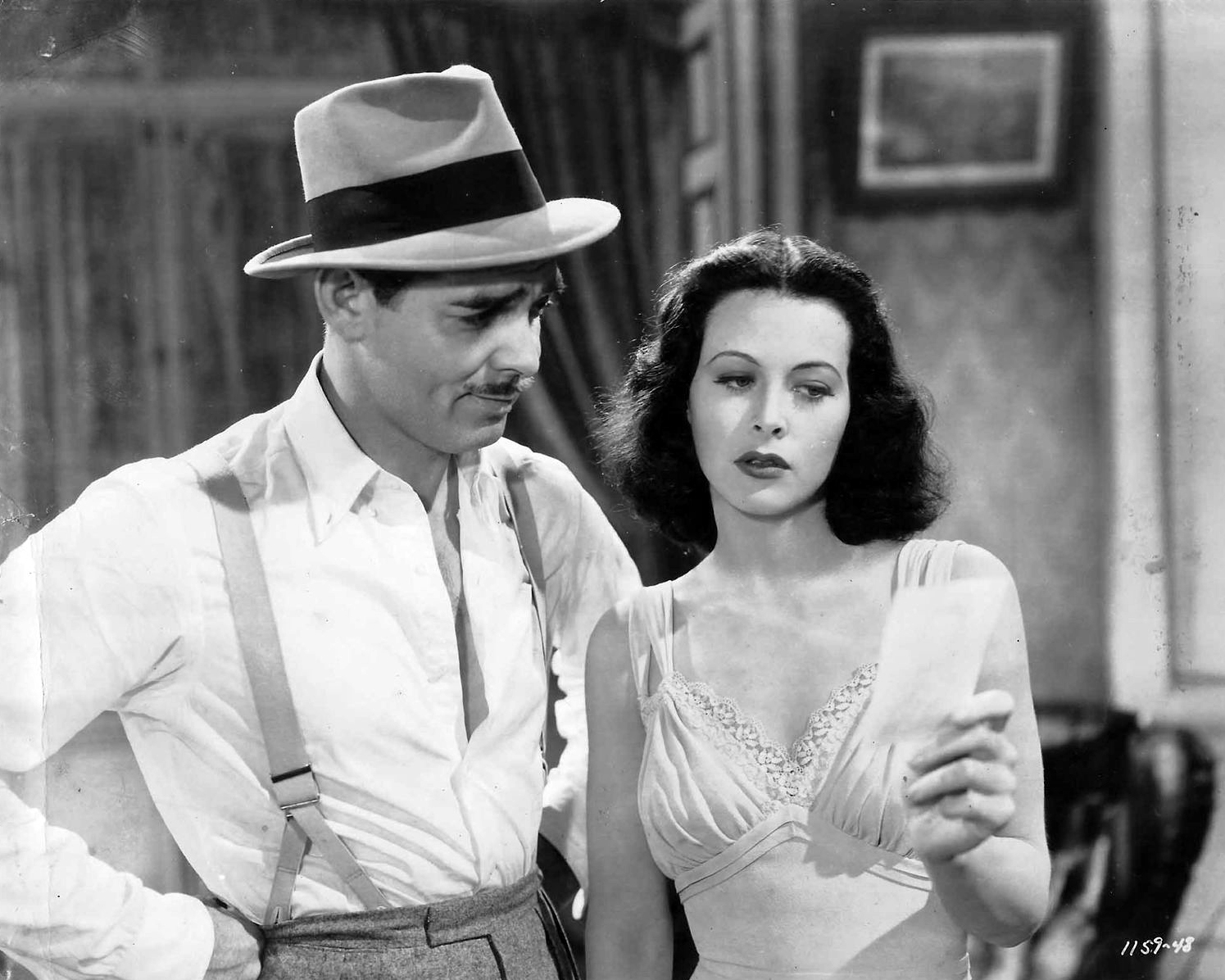
<엑스 동무>(1940)의 클라크 게이블과 헤디 라마르

한편 클라크 게이블, 클로데트 콜베르, 스펜서 트레이시와 함께 출연한 <붐 타운>(1940년)은 5백만 달러를 벌어들이며 성공을 거두었다. MGM은 발빠르게 라마르와 게이블 팀으로 코메디 <엑스 동무>(1940)를 촬영했고 이 영화 역시 성공을 거둔다.
제임스 스튜어트와 함께 촬영한 <컴 리브 위드 미>(1941년)에서 라마르는 비엔나 난민을 연기했고 스튜어트와 함께한 또 다른 영화 <지그펠드 걸>(1941년)에서는 주디 갈런드와 라나 터너와 함께 청운의 뜻을 품은 쇼걸로 나왔는데 모두 큰 성공을 거두었다.
<H. M. 풀햄 변호사>(1941년)에서 라마르는 주연인 로버트 영 보다도 이름이 먼저 나올 정도로 인지도가 높아졌다. 그리고 트레이시와 세 번째 영화 <토르틸라 플랫>(1942년)을 찍었고 이 영화와 함께 윌리엄 파웰과 찍은 <크로스로드>(1942년) 모두 성공했다.
<화이트 카고>(1942년)에서 톤델라요라는 매혹적인 원주민 여인으로 나왔고 함께 출연한 월터 피전보다도 먼저 이름을 올렸다. 이 영화는 거대한 성공이었다. <화이트 카고>의 도발적인 유혹의 장면에서 그녀는 "나는 톤델라요예요. 점심을 만들어 드릴까요?(I am Tondelayo. I make tiffin for you?)"라고 하는데 아마도 가장 회자된 그녀의 대사일 것이다. 이 대사는 아름다움과 관능성의 소유자이지만 비교적 대사는 적은, 라마르가 했던 전형적인 역들을 단적으로 보여준다. 연기력이 떨어진다는 비난은 라마르를 지겹게 했고 이를 견디기 위해 그녀는 발명을 소일거리로 했다고 한다.
<헤븐리 바디>(1944년)에서 파웰과 다시 호흡을 맞추었고 워너 브라더스 영화사에서는 <카사블랑카>(1943년)의 성공을 재현하고자 라마르를 데려와 <음모자>(1944년)를 만들었다. 그리고 RKO에서도 그녀를 빌려 자크 투르뇌르 감독의 멜로드라마 <위험한 실험>(1944년)를 찍었다.

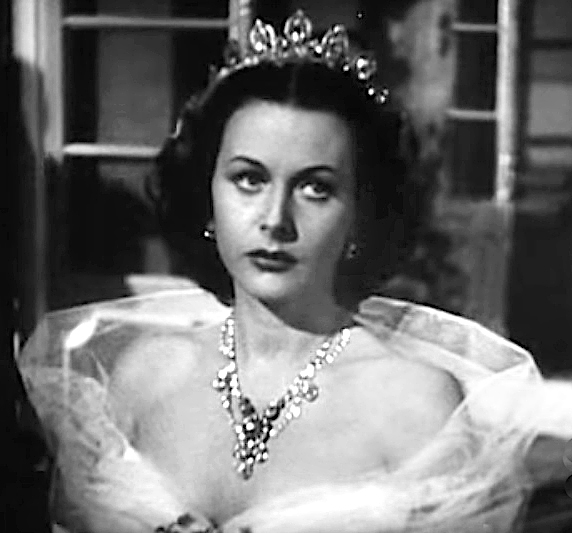
<공주마마와 벨보이>(1945년)에서 헤디 라마르

다시 MGM으로 돌아온 라마르는 공주가 뉴요커와 사랑에 빠지는 로맨틱 코메디 <공주마마와 벨보이>(1945년)를 로버트 워커와 찍어 큰 인기를 얻었는데 이것이 MGM 계약하에 만든 마지막 영화였다.

## 성격
이 시기 스크린 밖에서 그녀의 삶과 성격은 영화 속의 이미지와는 사뭇 달랐다. 대부분의 시간을 외로움과 고향에 대한 향수에 시달렸다. 사람들의 시선을 피해 회사 전용 수영장을 사용하기도 했다. 누군가 싸인을 해달라고 하면 그녀는 왜 사람들이 그것을 원하는지 의아해 했다. 작가인 하워드 샤프는 그녀와 인터뷰를 한 후 다음과 같이 그녀의 인상에 대해 말했다:
헤디는 최고로 놀라운 세련미를 갖고 있다.그녀는 독특한 유럽적인 여성됨에 대해 잘 알고 있다. 그녀는 남자들이 아름다운 여자에게 무엇을 원하는지, 무엇이 그들로 끌리게 하는지를 알고 있으며 스스로 그렇게 만들 수 있었다. 한편 디트리히나 가르보에게는 없는 자석같은 따뜻함을 갖고 있다.

작가인 리차드 로즈는 미국 문화에 동화된 그녀에 대해 다음과 같이 묘사하고 있다:
그녀는 나치 독일과 나치 오스트리아를 떠나온 모든 유럽 이민자들 가운데 다른 문화권에서 제대로 스타의 반열에 오른 몇 안되는 사람이다. 언어적으로, 혹은 문화적으로 그러한 전환을 이룬 이들은 극소수다. 그녀는 또한 지략이 풍부한데 아마도 어렸을 때 그녀 아버지의 강한 영향인 듯 하다.

## 전시 기금 모금
라마르는 미국발명가협회에 가입하고 싶어했으나 협회원인 찰스 F. 케터링을 비롯한 이들이 그녀의 유명인사로서의 지위를 통해 전쟁채권 판매를 홍보하는 것이 더 좋겠다는 말을 들었다고 한다.
그리하여 그녀는 에디 로즈라는 선원과 함께 전쟁채권 홍보 활동에 참여했다. 로즈는 라마르의 홍보 행사의 관중 가운데 있다가 그녀가 무대로 초청하면 올라오고 그러면 그녀는 잠깐 동안 로즈를 유혹하는 멘트를 하다가 그에게 키스할지 말지를 관중들에게 묻는다. 관중들이 그러라고 답하면 헤디는 사람들이 채권을 많이 사면 그러겠다고 한다. 채권이 충분히 팔리면 그녀는 로즈에게 키스하고 그는 다시 관중 속으로 돌아간다. 그리고 나서는 다시 다른 행사장으로 이동했다.

## 제작자

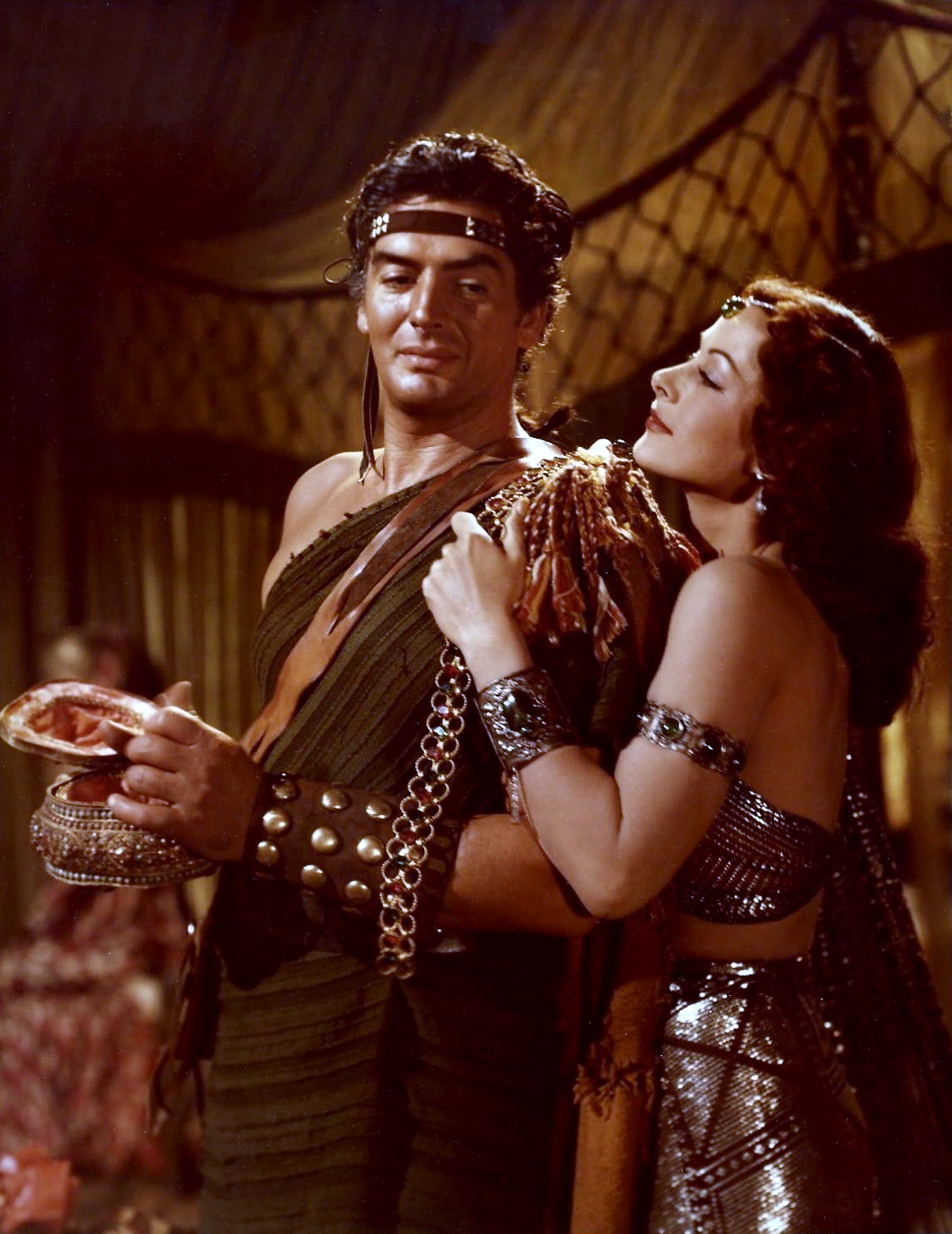
<삼손과 데릴라>(1949년)의 빅터 메츄어와 헤디 라마르

1945년 MGM을 떠난 헤디 라마르는 잭 체르톡과 함께 제작사를 차리고 <낯선 여인>(1946년)이라는 스릴러 영화를 제작한다. 예산을 초과한 이 영화는 약간의 수익만을 올렸다.
체르톡과 함께 또 다른 스릴러인 <불명예의 여인>(1947년)을 제작하였는데 역시 예산을 초과했지만 상업적 성공은 거두지 못했다. 그리고 로버트 커밍스와 코미디 영화 <렛츠 리브 어 리틀>(1948년)을 촬영했다.

## 후기 영화들
힘이 장사인 성경 속의 인물 삼손의 이야기를 다룬 세실 B. 드밀의 영화 <삼손과 데릴라>에 빅터 머추어와 출연하여 그녀 영화 사상 가장 큰 성공을 거둔다. 이 영화는 1949년 수익을 가장 많이 올린 영화였고 오스카에서 프로덕션 디자인상과 의상상, 두 개의 상을 받았다. 데릴라 역을 통해 라마르는 호평을 받았으며 쇼맨스 트레이더 리뷰는 개봉 전 시사회를 보고 라마르의 연기에 대해 "라마르는 모두가 상상하는 부드러운 피부와 짙은색 머리의 데릴라를 완벽히 재현했다. 이 역은 그녀를 위한 것이며 지금껏 최고의 연기였다"라고 평했으며, 포토플레이에서는 "헤디 라마르는 속임수와 유혹의 데릴라를 보여주었다. 그녀의 매력은 테크니칼러를 통해 더욱 돋보였다"고 썼다.
MGM으로 돌아와 존 호디악과 함께 느와르 영화인 <여권 없는 여인>(1950년)을 만들었는데 상업적으로 실패한다. 한편 파라마운트 픽쳐스에서 레이 밀랜드와 찍은 서부영화 <쿠퍼 협곡>(1950년)과 밥 호프의 스파이 패러디물인 <마이 패이버릿 스파이>(1951년)는 꽤 인기를 얻었다.

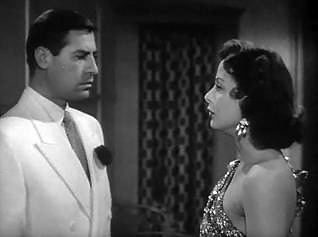
<여권 없는 여인>(1950년)에서 존 호디악과 함께한 헤디 라마르.

그녀의 영화 배우로서의 경력은 이후 쇠퇴기에 들어선다. 이탈리아에서 촬영한 <러브즈 오브 쓰리 퀸스>(1954년)에서 라마르는 여러 역으로 출연하며 제작도 맡았으나 그러한 대서사적 영화 제작 경험이 부족했던 그녀는 영화 개봉에 어려움을 겪으며 수백만 달러를 손해보고 말았다.
혹평을 받은 어윈 알렌의 영화 <인류의 이야기>(1957년)에 잔다르크 역으로 출연하였고 TV 시리즈인 <제인 그레이 극장>의 "오만한 여인" 에피소드와 <별 소나기>의 "망토와 단검" 에피소드에 참여하기도 했다. 라마르의 마지막 영화는 <피메일 애니멀>(1958년)이라는 스릴러였다.
라마르는 1966년 영화 <엄마의 초상>에 출연하기로 계약했으나 신경과민으로 촬영장에서 쓰러지면서 포기하게 된다. 이후 그녀가 맡았던 제시카 플래그모어 쉘리 역은 자 자 가보르에게 넘어갔다.

## 발명가
정식으로 교육을 받은 적은 없고 거의 독학이었지만 헤디 라마르는 여가 시간에 여러 가지 취미 활동과 발명을 했는데 이중에는 신호등 개량이라던가 물에다 넣어 탄산수를 만드는 정제 등이 있었다. 탄산수 정제는 성공을 거두지 못했다. 라마르 스스로도 알카셀처(물에 타 마시는 소화제) 맛이 난다고 했다.

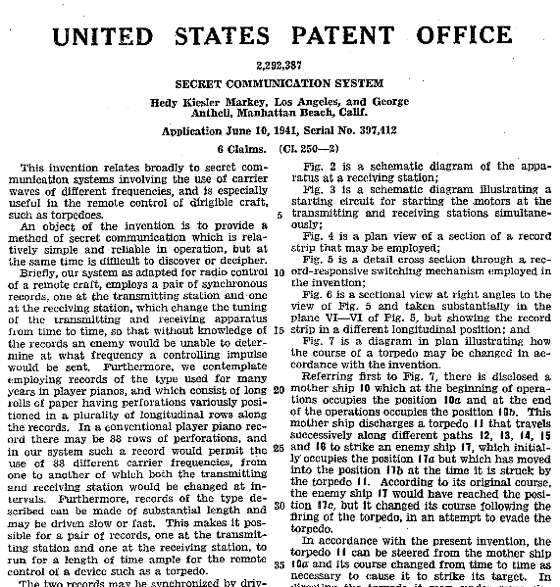
"비밀 통신 시스템" 미국 특허청 문서.

라마르의 발명 취미를 알고 있던 몇 안되는 사람들 중에는 항공계의 거물 하워드 휴즈가 있었다. 라마르는 인터뷰 중 하워드 휴즈와의 관계에 대해서도 언급했는데 사귀는 기간 동안 그녀는 적극적으로 그녀의 "땜장이" 취미를 활용했다고 한다. 하워드 휴즈는 그녀에게 과학기술자팀을 붙여주었고 그녀가 원하는 것은 뭐든지 하라고 지시했다고 한다.
2차 대전 당시 헤디 라마르는 새로이 개발된 무선 조종이 가능한 어뢰를 전파방해를 통해 손쉽게 방향을 바꿔버릴 수 있다는 사실을 알게 되었다. 그래서 그녀는 주파수 도약 시그널을 통해 추적되거나 전파방해가 불가능하도록 하는 방식을 고안했다. 친구이자 작곡가이며 피아니스트인 조지 앤테일과 함께 그러한 장치를 개발하고자 했는데 그는 그녀를 도와 소형 자동 피아노 방식을 통해 무선신호를 동조화하는 장치를 개발했다. 그들은 주파수 도약 시스템의 초안을 만들어서 특허청에 등록했다. 엔테일은 당시를 다음과 같이 회상한다:
우리는 전쟁에 대해 이야기를 나누기 시작했고 1940년 늦여름 당시 그 전망은 매우 어두웠다. 헤디는 밖에서 전쟁이 한창인데 헐리우드에 앉아서 많은 돈을 벌어들이고 있는 것에 대한 불편함을 얘기했다. 그녀는 자신이 군수품과 여러 가지 비밀병기들에 대해 꽤 잘 알고 있다고 했다... 그리고 심각하게 MGM을 그만 두고 워싱톤 DC로 가서 신설된 국가발명가협회에서 일할까 하는 생각을 했다.

이들의 발명은 1942년 8월 11일 미국 특허 제2,292,387호로 등록되었다 (그녀의 결혼 성을 따라 헤디 키슬러 마키라는 이름으로 되어 있다). 하지만 이 기술은 응용이 쉽지 않았고 당시 미 해군은 군 밖에서 유입되는 기술들을 받아들이고 있지 않았다. 1962년 쿠바 미사일 사태 당시 이들의 고안을 진전시킨 기술이 마침내 해군 병기에 적용되기 시작했다. 이들의 기여는 20세기 말과 21세기 초에 이르러서야 공식적으로 인정되게 된다.
1997년 라마르와 엔테일은 일렉트릭 프론티어 파운데이션의 개척자 상과 함께 예술, 과학, 기업, 발명 분야에서 사회에 큰 기여를 한 이들에게 주는 공로상인 벌비 나스 스피릿 동상을 수여했다. 또한 라마르는 사이언스 채널과 디스커버리 채널에 출연하기도 했다. 라마르와 엔테일 사망 이후인 2014년 이들은 미국발명가명예전당에 이름을 올리게 되었다.

## 결혼과 자녀

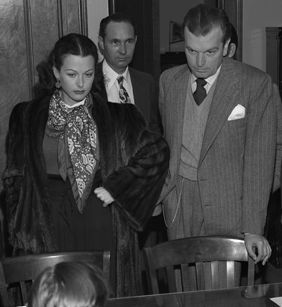
라마르와 세 번째 남편인 배우 존 로더

여섯 번 결혼하고 이혼하였으며 세 명의 자녀를 두었다.
1. 프레드릭 맨들(Friedrich Mandl) (결혼기간 1933–37년), Hirtenberger Patronen-Fabrik 회장[38]
2. 진 마키(Gene Markey) (결혼기간 1939–41년), 시나리오 작가, 제작자. 마키와 결혼 생활 중에 라마르는 소년, 제임스 라마르 마키(1939년 1월 9일생)를 입양했다. 제임스는 이후 로더에게 입양되어 제임스 라마르 로더로 성이 바뀌었다. 라마르와 마키는 결혼 생활을 캘리포니아 베벌리 힐즈 베네딕트 캐년 드라이브 2727번지에 살았다.[39]
3. 존 로더(John Loder) (결혼기간 1943–47년), 배우. 자녀: 데니스 로더(1945년 1월 19일생), 작가이자 전 야구선수인 래리 콜튼과 결혼; 앤소니 로더(1947년 2월 1일생), 제임스 맥멀란에서 일러스트레이터로 일하는 록샌과 결혼.[40] They both appeared in the 2004 documentary film Calling Hedy Lamarr.[41]
4. 테디 스타우퍼(Ernest "Ted" Stauffer) (결혼기간 1951–52년), 나이트클럽 주인, 식당 경영, 밴드 리더.
5. W. 하워드 리(W. Howard Lee) (결혼기간 1953–60년), 텍사스 석유사업가 (이후 영화배우 진 티어니와 재혼).
6. 루이스 J. 보이스(Lewis J. Boies) (결혼기간 1963–65년), 라마르의 이혼 변호사.

1965년 여섯 번째 이혼 이후 라마르는 남은 35년 동안 홀로 지냈다.
라마르는 제임스 라마르 마키/로더가 자신과 생물학적으로 관계가 없으며 진 마키와 결혼 생활 중에 입양했다고 평생 주장했다. 하지만 2001년 제임스가 자신이 라마르와 배우 존 로더 사이의 혼외 자식이라는 서류를 발견했다고 보도되었다. 라마르는 이 일이 있은 이후 세 번째 남편으로 로더와 결혼했다. 라마르는 로더와 결혼한 이후 데니스(1945년생)와 앤소니(1947년생) 두 명을 더 낳았다.

## 말년
38세가 되었던 1953년 4월 10일 미국 시민권을 취득했다. 1966년 자서전인 <엑스터시와 나>가 발간되었는데 TV 인터뷰에서 라마르는 그 책을 자신이 쓴 것이 아니며 대부분이 소설이라 하기도 했다. 라마르는 자서전 내용 대부분이 고스트 라이터인 레오 길드에 의해 조작된 것이라며 1966년 출판사의 판매를 중지하도록 고소했지만 패소했다. 한편 라마르도 그자서전이 1965년 <스크린 팩트 매거진>에 기고한 자신의 글을 표절했다며 진 링골드라는 사람에게 고소를 당했다.
1950년대 말 라마르는 남편 W. 하워드 리오 함께 콜로라도 아스펜에 빌라 라마를 설계하고 개발한다. 이혼 이후 리조트는 남편에게 돌아갔다.
1966년 헤디 라마르는 로스엔젤레스에서 상점 물건을 훔치다 검거되었고 기소는 결국에는 취하되었다. 1991년 그녀는 플로리다에서 같은 혐의로 체포되었다. 이번에는 $21.48 어치의 설사약과 점안액을 훔친 혐의였다. 그녀는 법정에 출두하지 않기 위해 혐의를 인정했고 1년간 기소유예를 받았다. 이 시기는 영화를 다시 시도하려다 실패했던 때와 겹친다.
1970년대에 걸쳐 라마르의 활동은 점차 뜸해지게 된다. 몇 개의 영화와 TV광고, 연극 등에서 출연 요청이 오기는 했으나 그녀의 자존심에 걸맞지 않는 것들이었다. 한편 1974년 그녀는 워너브라더스에 천만불의 배상을 청구하는 소송을 제기했다. 멜 브룩스의 코메디 영화 <불타는 안장>에서 그녀의 이름을 가지고 패러디를 하여 그녀의 사생활을 침해했다는 이유에서였다 (영화에서 "헤들리 라마르"라고 했다). 멜 브룩스는 오히려 영광이라고 했고 워너브라더스 측은 재판을 피해 밝혀지지 않은 금액을 지불하고 라마르에게 "그녀와 유사한 이름"을 사용한 것에 대해 사과했다. 브룩스는 이에 대해 "그녀가 농담을 받아들이지 못한다"고 한 마디 했다. 시력이 악화되면서 라마르는 공적 생활을 거두고 1981년 플로리다주의 마이애미 비치로 이사했다.
1966년 코렐 드로우 소프트웨어의 커버 디자인 컨테스트에서 코렐드로우로 그린 헤디 라마르의 이미지가 뽑혔고 1997년부터 몇 년 간 소프트웨어 커버에 등장했는데 라마르는 자신의 이미지를 도용했다고 회사를 고소했고 코렐은 그녀가 자신의 이미지에 대한 권리가 없다고 맞고소했다. 양측은 1998년 비밀리에 합의했다.
라마르는 그녀의 다른 아들인 제임스 라마 로더가 12살 때 관계가 소원해지다가 제임스가 다른 가정에 가서 살게 되면서 관계가 끊어졌다. 그들은 거의 50년 동안 서로 대화조차 없이 지냈다. 라마르는 제임스를 그녀의 유산 상속에서 제외했으며 제임스는 2000년 라마르가 남긴 부동산 권한을 주장하며 3백3십만불의 고소를 제기했고 결국 5만불에 합의했다.

### 은둔 생활

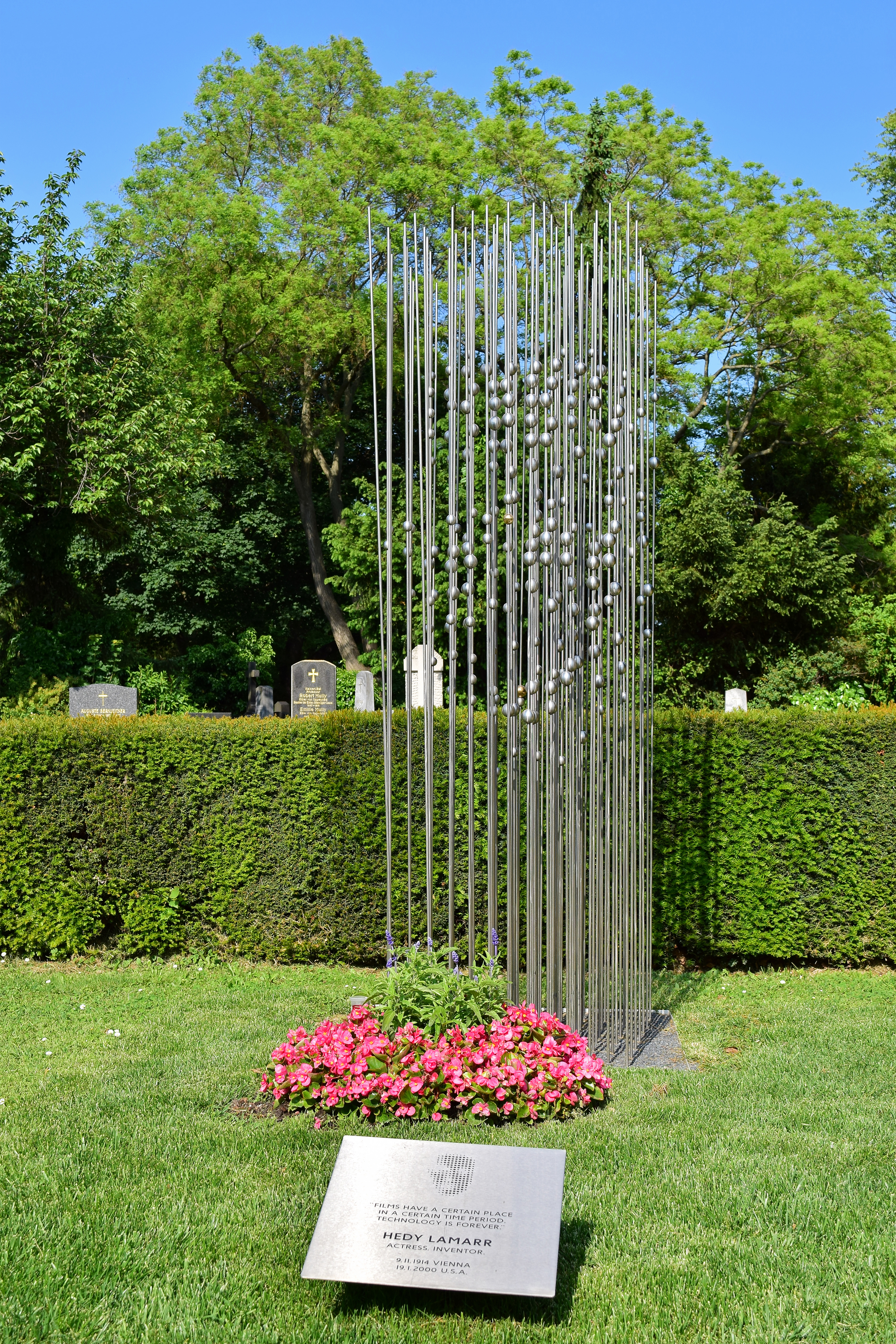
비엔나 중앙묘지에 있는 헤디 라마르를 기념하는 무덤.

말기에 이르러 헤디 라마르는 오직 전화를 통해서만 바깥 세상과 소통했으며 그녀의 자식들이나 가까운 친구들에게도 그러했다. 그녀는 종종 6-7시간 전화통화를 했으며 거의 아무와도 실제로 만남을 갖지 않았다. 2004년에 출시된 다큐멘터리 <콜링 헤디 라마르>에는 그녀의 자식들인 앤소니 로더와 데니스 로더-데루카가 출연했다.

### 죽음
2000년 1월 19일 미국 플로리다주 카셀베리에서 심장병으로 85세에 사망했다. 아들 앤소니 로더는 유언에 따라 그녀의 유골을 오스트리아의 비엔나 숲에 뿌렸다.

## 유산
헤디 라마르의 영화에 대한 공헌을 기리며 할리우드 명예의 거리에 그녀를 위한 별이 헌정되었다. 할리우드 대로 6247번지와 바인가가 교차되는 지점으로 명예의 거리 중앙에 위치해 있다.
2014년 비엔나의 중앙묘지에 라마를 위한 기념 무덤이 조성되었고 그녀의 남은 유골이 그녀의 100번째 생일을 조금 앞둔 2014년 11월에 매장되었다.

## 수상 경력
1939년 라마르는 1938년 필라델피아 레코드 영화평론에서 실시한 투표에서 "가장 유망한 신인"으로 뽑혔고 영국에서는 1951년 <삼손과 데릴라> 출연과 함께 1951년 관객들이 선정한 여배우 10위에 올랐다.
1997년 헤디 라마르와 조지 엔테일은 일렉트릭 프론티어 파운데이션의 개척자 상을 공동수상했고 라마르는 여성 최초로 "발명의 오스카상"이라 불리는 발명가 협회의 벌비 나스 스피릿 공로상을 받았다.
라마르의 사후인 2014년 그녀는 주파수 도약 확산 스펙트럼 시스템 발명에 대한 기여로 미국 발명가 명예의 전당에 추대되었다.

## 영화
Source: 헤디 라마르 - TCM 영화 데이터베이스 
| 연도   | 제목                         | 배역                                                          | 주연                          | 기타                               |
| ------ | ---------------------------- | ------------------------------------------------------------- | ----------------------------- | ---------------------------------- |
| 1930년 | Money on the Street          | 소녀                                                          | Georg Alexander               | 원제: Geld auf der Straße          |
| 1931년 | Storm in a Water Glass       | 비서                                                          | Paul Otto                     | 원제: Sturm im Wasserglas          |
| 1931년 | The Trunks of Mr. O.F.       | Helene                                                        | Alfred Abel                   | 원제: Die Koffer des Herrn O.F.    |
| 1932년 | No Money Needed              | Käthe Brandt                                                  | Heinz Rühmann                 | 원제: Man braucht kein Geld        |
| 1933년 | Ecstasy                      | Eva Hermann                                                   | Aribert Mog                   | 원제: Ekstase                      |
| 1938년 | Algiers                      | Gaby                                                          | Charles Boyer                 |                                    |
| 1939년 | Lady of the Tropics          | Manon deVargnes Carey                                         | Robert Taylor                 |                                    |
| 1940년 | I Take This Woman            | Georgi Gragore Decker                                         | Spencer Tracy                 |                                    |
| 1940년 | Boom Town                    | Karen Vanmeer                                                 | Clark Gable                   |                                    |
| 1940년 | Comrade X                    | Golubka/ Theodore Yahupitz/ Lizvanetchka "Lizzie"             | Clark Gable                   |                                    |
| 1941년 | Come Live With Me            | Johnny Jones                                                  | James Stewart                 |                                    |
| 1941년 | Ziegfeld Girl                | Sandra Kolter                                                 | James Stewart                 |                                    |
| 1941년 | H.M. Pulham, Esq.            | Marvin Myles Ransome                                          | Robert Young                  |                                    |
| 1942년 | Tortilla Flat                | Dolores Ramirez                                               | Spencer Tracy                 |                                    |
| 1942년 | Crossroads                   | Lucienne Talbot                                               | William Powell                |                                    |
| 1942년 | White Cargo                  | Tondelayo                                                     | Walter Pidgeon                |                                    |
| 1944년 | The Heavenly Body            | Vicky Whitley                                                 | William Powell                |                                    |
| 1944년 | The Conspirators             | Irene Von Mohr                                                | Paul Henreid                  |                                    |
| 1944년 | Experiment Perilous          | Allida Bederaux                                               | George Brent                  |                                    |
| 1945년 | Her Highness and the Bellboy | Princess Veronica                                             | Robert Walker                 |                                    |
| 1946년 | The Strange Woman            | Jenny Hager                                                   | George Sanders                | and Producer                       |
| 1947년 | Dishonored Lady              | Madeleine Damien                                              | Dennis O'Keefe                | and Producer                       |
| 1948년 | Let's Live a Little          | Dr. J.O. Loring                                               | Robert Cummings               | and Producer                       |
| 1949년 | Samson and Delilah           | Delilah                                                       | Victor Mature                 | Her first film in Technicolor      |
| 1950년 | A Lady Without Passport      | Marianne Lorress                                              | John Hodiak                   |                                    |
| 1950년 | Copper Canyon                | Lisa Roselle                                                  | Ray Milland                   |                                    |
| 1951년 | My Favorite Spy              | Lily Dalbray                                                  | Bob Hope                      |                                    |
| 1954년 | Loves of Three Queens        | Helen of Troy, Joséphine de Beauharnais, Genevieve of Brabant | Massimo Serato, Cesare Danova | Original title: L'amante di Paride |
| 1957년 | The Story of Mankind         | Joan of Arc                                                   | Ronald Colman                 |                                    |
| 1958년 | The Female Animal            | Vanessa Windsor                                               | George Nader                  |                                    |

## TV
| 연도   | 시리즈                          | 에피소드      |
| ------ | ------------------------------- | ------------- |
| 1957년 | Dick Powell's Zane Grey Theatre | "Proud Woman" |

## 라디오
Hedy Lamarr starred in the following radio dramas:
| 연도   | 프로그램                 | 에피소드                   |
| ------ | ------------------------ | -------------------------- |
| 1941년 | Lux Radio Theatre        | "Algiers"                  |
| 1941년 | Lux Radio Theatre        | "The Bride Came C.O.D."    |
| 1942년 | The Screen Guild Theater | "Too Many Husbands"        |
| 1942년 | Lux Radio Theatre        | "H. M. Pulham, Esq."       |
| 1942년 | Lux Radio Theatre        | "Love Crazy"               |
| 1943년 | The Screen Guild Theater | "Come Live with Me"        |
| 1944년 | Lux Radio Theatre        | "Casablanca"               |
| 1944년 | Silver Theater           | "She Looked Like an Angel" |
| 1945년 | Radio Hall of Fame       | "Experiment Perilous"      |
| 1951년 | Lux Radio Theatre        | "Samson and Delilah"       |

## 대중문화
멜 브룩스의 1974년 서부영화 패러디물인 <불타는 안장>에는 "헤들리 라마르"라는 이름의 악당이 나온다. 영화 중 러닝 개그로 여러 배역들이 실수로 그를 "헤디 라마르"라고 부르고 그럴때마다 그는 짜증내며 "헤들리라고"라고 대꾸한다.
2008년 라마르와 엔테일의 삶을 그린 <주파수 도약>이라는 연극이 오프 브로드웨이에서 상영되었다. 엘라이스 싱어 각본을 쓰고 연출했고 각본은 STAGE에서 과학/기술관련 최우수 새 각본상을 수상했다.
2010년 라마르는 브리티시 컴퓨터 소사이어티에서 제작에 착수한 단편영화를 위한 150인의 IT 인물 중 하나로 선정되었다.
또한 같은 해 뉴욕 공립 도서관에서 열린 사진 30년사에서 오스트리아 출신 미국 사진작가인 트루드 플라이시만이 찍은 헤디 라마르의 상반신 누드 사진(1930년)이 전시되었다.
2011년 라마르의 주파수 도약 확산 스펙트럼 시스템의 발명에 관한 이야기가 사이언스 채널 프로그램으로 과학적 발견과 실험의 이면을 다룬 <암흑물질: 꼬여진 진실(Dark Matters: Twisted But True)>을 통해 9월 7일 방영되었다. 무선 보안을 개선한 그녀의 발명은 디스커버리 채널의 <우리는 어떻게 세계를 발명했는가(How We Invented the World)>에서 일부 다루어졌다.
2011년, 앤 해서웨이(Anne Hathaway)는 오리지널 캣우먼이 라마르에 기초한 것이라는 것을 알고 2012년 영화 <다크 나이트 라이즈>에서 캣우먼을 연기하기 위해 라마르의 출연작들을 연구하고 라마르의 숨쉬는 법 등을 도입했다고 한다.
2015년 11월 9일, 라마르의 출생 101주기를 맞아 구글에서는 구글 홈페이지에 그녀의 영화들과 과학에의 기여를 기리는 애니메이션 구글 두들을 올렸다.
2016년 오프 브로드웨이 연극인 <헤디!>에서 헤디 라마르의 삶과 발명을 다루었다. 일인극으로 헤더 마시(Heather Massie)가 극본을 쓰고 연기도 했다.
2016년 오프 브로드웨이의 일인극 <가만히 서서 멍청하게 보여라: 헤디 라마의 라이프 스토리>가 에밀리 에버츠(Emily Ebertz) 주연과 마이크 브뤰멜(Mike Broemmel) 극본으로 제작되었다.
2016년 1940년대 말 배경의 <에이전트 카터>의 악당인 휘트니 프로스트(Whitney Frost)는 헤디 라마르를 모델로 만든 배역이었다.
2017년 CW의 텔레비전 시리즈 <레전드 오브 투모로우> 시즌 3, 여섯 번째 에피소드 "헬렌 헌트" 편에서 실리아 매싱햄(Celia Massingham)이 헤디 라마르 역으로 출연했다. 1937년 헐리우드랜드를 배경으로 한 이 에피소드는 2017년 11월 14일 방영되었다.
2017년 수잔 서랜돈(Susan Sarandon)이 제작하고 알렉산드라 딘(Alexandra Dean)이 감독한 라마르의 배우와 발명가로서의 삶을 다룬 다큐멘터리 <밤쉘>이 2017년 트라이베카 영화제에서 처음 상영되었다. 같은 해 11월 24일에 극장에 개봉되었고 2018년 5월에 PBS <아메리카 마스터>를 통해 방영되었다.
2018년 NBC 텔레비전 시리즈 <타임레스> 시즌 2, 3편 "할리우드랜드"에서 배우 앨리사 서덜랜드(Alyssa Sutherland)가 라마르 역을 맡았고 3월 25일에 방영되었다.
'소행성 32730 라마르'는 1951년 하이델베르크 천문대에서 칼 라인무츠가 발견한 것으로 헤디 라마르를 기념하며 이름을 붙였다. 2019년 8월 27일 마이너 플래넷 센터 발행물에서 공식적으로 이름이 발표되었다.
배트맨의 공동 제작자인 밥 케인은 영화광으로 캣우먼을 비롯한 배트맨의 몇몇 등장 인물들이 추가되는데 있어 추동력이 되었다. 케인은 라마르와 진 할로우(Jean Harlow)에게서 영감을 얻었다.

## 같이 보기
- 발명가의 날